# 孙惠子
孙惠子（1990年6月11日—），辽宁大连人，中国女子水球运动员，中國國家女子水球隊成員，司職中卫。

## 生平
孙惠子在五六歲開始學習游泳，2000年被八一体工大队游泳队招攬入隊。2004年，被教练選入中國國家女子水球隊。
2007年，参加世界青年水球錦標賽，協助中國隊奪得亞軍。
2010年11月，代表中國出戰廣州亞運會女子水球比賽項目，奪得金牌。
2011年7月，代表中國出戰上海舉行的世界游泳錦標賽女子水球比賽項目，創下國家隊歷來最好的成績奪得銀牌。
2012年，代表中国出戰英國倫敦舉行的奥林匹克运动会女子水球比賽。

## 外部連結
- 中國體育代表團成員名錄 - 孙惠子